# Ђорђе Нешић (лекар)
Ђорђе П. Нешић (Шабац, 15. јун 1873 — Београд, 24. октобар 1959) био је лекар офталмолог, оснивач Очне клинике и редовни професор Медицинског факултета у Београду, академик Српске академије наука и уметности.

## Биографија
Рођен је у Шапцу као прво дете оца Петра и мајке Љубице. Породица је прешла у Лозницу где је Петар постао окружни начелник, ту је Ђорђе Нешић остао до своје десете године и завршио основну школу која је тада трајала четири године. Потом се враћа у Шабац где је завршио гимназију као најбољи ученик 1890. године.
Медицину је студирао од 1890. у Москви где је наставио са специјализацијом из очних болести, офталмологије, код професора и директора московске Очне клинике Адријана Александровича Крјукова (1849 — 1908). У Београд се вратио 1896. по завршеном школовању и убрзо се активно укључио у рад Српског лекарског друштва. Једно време је радио као очни лекар при војсци, па је 1901. прешао на рад у Очно одељење Опште државне болнице у Београду. За шефа Очног одељења постављен је децембра 1904. и на тој дужности остао до 1921. са изузетком прекида током рата. Основао је 9. јула 1921. године Очну клинику при Медицинском факултету у Београду који је основан 1920.
Учествовао је као добровољац у Руско-јапанском рату 1904/1905. Учествовао је у Балканским ратовима 1912-1913 и Првом светском рату 1914-1918 као војни лекар. На Солунском фронту је био командир хируршке пољске болнице, сарађивао је са војним санитетом.
По завршетку рата ангажовао се око оснивања Медицинског факултета где је 1921. изабран за редовног професора и управника Очне клинике коју је тада основао. Током Другог светског рата Очна клиника је страдала, а Нешић пензионисан. Међутим, 1945. године он поново наставља рад као управник Очне клинике до одласка у пензију 17. маја 1955. године.
Изабран је 1947. године за редовног члана Српске академије наука и уметности где је био члан председништва 1950-1958. Писмени предлог за избор саставили су академици Иван Ђаја и Бранислав Петронијевић.
Био је истраживач стваралац у области медицине. Постао је познат својим радом о хемералопији коју је проучио на Солунском фронту.
Пропагирао је спорт. Као студент је учествовао на међународним бициклистичким тркама у Европи где је освајао победе. Изабран је 17. марта 1902. за председника „Првог српског велосипедског друштва“. Био је познат и на пољу аутомобилизма. Један је од оснивача бициклистичког и аутомобилистичког клуба Србије.
Преминуо је у Београду 24. октобра 1959. године и сахрањен на Новом гробљу.
Клиника коју је основао је названа „Клиника за очне болести др Ђорђе Нешић“. Поводом 150 година од рођења у САНУ је 19. маја 2023. одржана свечана академија.

## Одабрани радови
Један део радова посветио је конструкцији, изради и клиничкој примени џиновских електромагнета. Написао је више од десет књига, међу којима и
- Начин испитивања вида (1899),
- Оптичке и механичке особине савременог микроскопа (1906) и
- Трахом у Србији (1914).

Аутор је преко 50 научних радова, објављених у земљи и у иностранству.